# Shawna Fermin
Shawna Fermin  (* 17. August 1991 in Victorville) ist eine ehemalige Leichtathletin aus Trinidad und Tobago, die sich auf den Sprint spezialisiert hatte.

## Karriere
Erste internationale Erfahrungen sammele Shawna Fermin im Jahr 2010, als sie bei den Juniorenweltmeisterschaften in Moncton mit 55,50 s in der ersten Runde im 400-Meter-Lauf ausschied und mit der trinidadisch-tobagischen 4-mal-400-Meter-Staffel mit 3:40,15 min den Finaleinzug verpasste. 2012 belegte sie bei den U23-NACAC-Meisterschaften in Irapuato in 53,42 s den sechsten Platz über 400 m und gewann mit der Staffel in 3:33,03 min die Silbermedaille hinter dem Team aus den Vereinigten Staaten. Im Jahr darauf gelangte sie bei den Zentralamerika- und Karibik-Meisterschaften in Morelia mit 53,16 s auf Rang fünf über 400 m und siegte in der Staffel in 3:30,64 min. Anschließend startete sie mit der Staffel bei den Weltmeisterschaften in Moskau und verpasste dort mit 3:33,50 min den Finaleinzug. Bei den erstmals ausgetragenen IAAF World Relays 2014 in Nassau belegte sie in 3:33,21 min den vierten Platz im B-Finale der 4-mal-400-Meter-Staffel und kam mit der 4-mal-800-Meter-Staffel nicht ins Ziel. Im August erreichte sie bei den Commonwealth Games in Glasgow das Halbfinale über 400 m und schied dort mit 53,83 s aus. Zudem klassierte sie sich mit der 4-mal-400-Meter-Staffel mit 3:33,50 min auf dem sechsten Platz. Im Juli 2016 bestritt sie auf den Bahamas ihren letzten offiziellen Wettkampf und beendete daraufhin ihre aktive sportliche Karriere im Alter von 24 Jahren.
2013 wurde Fermin trinidadisch-tobagische Meisterin im 400-Meter-Lauf sowie in der 4-mal-100-Meter-Staffel. Sie absolvierte ein Studium an der Washington State University und ist seit 2017 als Leichtathletiktrainerin tätig.

## Persönliche Bestzeiten
- 400 Meter: 52,62 s, 3. August 2013 in Kuortane
  - 400 Meter (Halle): 54,27 s, 8. Februar 2013 in Albuquerque